# Parc Héritage
Le parc Héritage (Heritage Park en anglais) est un parc situé à Metepenagiag, au Nouveau-Brunswick (Canada). Il est situé à proximité de deux lieux historiques nationaux du Canada, soit le tumulus Augustine et le site Oxbow.
Le musée met en vedette des artéfacts découverts dans les sites archéologiques et est doté d'expositions interactives ainsi que d'une boutique. Des visites guidées, des sentiers d'interprétation et des ateliers sont offerts dans le parc.
Le site Oxbow est un site archéologique ayant permis de retracer l'occupation des lieux par les Micmacs depuis le Ier millénaire av. J.-C.. Le site ainsi que les artéfacts découverts sont d'une qualité exceptionnelle dans les Maritimes. Le tumulus Augustine devient un lieu historique national en 1975 et le site Oxbow en 1982.